# Milan Kundera
Pour les articles homonymes, voir Kundera.
Milan Kundera (/ˈmɪlan ˈkundɛra/ ), né le 1er avril 1929 à Brno dans l'ancienne Tchécoslovaquie (Moravie) et mort le 11 juillet 2023 dans le 7e arrondissement de Paris, est un romancier, essayiste et dramaturge tchèque naturalisé français.
Exilé en France en 1975 après avoir été censuré et exclu du Parti communiste tchécoslovaque en 1970, il est déchu de sa nationalité, qui lui est restituée en 2019. Il obtient la nationalité française le 1er juillet 1981, peu de temps après l'élection de François Mitterrand. Milan Kundera écrit ses premiers livres en tchèque et utilise exclusivement le français à partir de 1993.
Il reçoit le prix Médicis étranger en 1973 pour La vie est ailleurs, le prix Jérusalem en 1985, le prix Aujourd'hui en 1993 pour Les Testaments trahis, le prix Herder en 2000, le grand prix de littérature de l'Académie française pour l'ensemble de son œuvre en 2001, le prix mondial Cino-Del-Duca en 2009 et le prix de la BnF en 2012. Son nom est plusieurs fois cité sur les listes du prix Nobel de littérature. Son œuvre est traduite dans plus de quarante langues,.

## Biographie

### Origines et formation
Né à Brno en Tchécoslovaquie (depuis 1993, en Tchéquie), Milan Kundera est issu d'une famille où l'art et la culture sont considérés comme importants. Son père, Ludvík Kundera (1891-1971), est un célèbre musicologue et pianiste, recteur de l'Académie Janáček de musique et des arts de la scène de Brno ; il apprend très tôt le piano à son fils.
La musique tient une place notable dans la vie et dans l'œuvre de Milan Kundera. Son cousin Ludvík Kundera (1920-2010), poète et dramaturge, est également connu.

### Période stalinienne (1948-1956)
Après des études secondaires à Brno, Milan Kundera entame en 1948 des études de littérature et d'esthétique à la faculté des lettres de l'université Charles de Prague. Il change d'orientation au bout de deux semestres et s'inscrit à l'académie du cinéma de Prague.
À cette époque, c'est un communiste convaincu. Il est inscrit dans la branche jeunesse du Parti communiste (PCT) depuis 1947 et accueille avec enthousiasme le coup de Prague en février 1948, qui voit le PCT prendre le pouvoir en Tchécoslovaquie avec le soutien de l'Union soviétique. « Vers 1948, moi aussi […] j’ai exalté la révolution », reconnait Kundera en 1981 dans Libération. « Le communisme m’a captivé autant que Igor Stravinsky, Pablo Picasso et le surréalisme », ajoute-t-il en 1984. Il convainc son père d'adhérer lui aussi au PCT.

En 1950, il commet un acte considéré comme délictueux et en est exclu. Cet épisode est évoqué dans La Plaisanterie (le personnage principal, Ludvik, est exclu pour avoir écrit sur une carte postale, en guise de plaisanterie : « Vive Trotsky ! », puis est envoyé faire son service militaire comme ouvrier mineur à Ostrava) et de façon à la fois directe et métaphorique dans Le Livre du rire et de l'oubli :3. « Les anges », p. 78-79 : 

« Moi aussi j'ai dansé dans la ronde. C'était en 1948, les communistes venaient de triompher dans mon pays, et moi je tenais par la main d'autres étudiants communistes… Puis un jour, j'ai dit quelque chose qu'il ne fallait pas, j'ai été exclu du parti et j'ai dû sortir de la ronde. »

Il termine ses études en 1952, interrompues quelque temps à la suite d'« agissements contre le pouvoir ». Il donne à partir de 1953 des cours sur « l’histoire de la littérature mondiale », puis sur la « théorie du roman » à la faculté de cinéma.
En 1956, il est réintégré dans le parti, mais en est définitivement exclu en 1970 à la suite de ses prises de positions publiques à partir de 1967.

#### Affaire Dvořáček (1950 et 2008)
Cette période de la vie de Milan Kundera revient sur le devant de la scène médiatique, lorsque le magazine tchèque Respekt publie, en octobre 2008, un document sorti des archives d'un commissariat de police de Prague.
Ce document est un procès-verbal d'interrogatoire daté du 14 mars 1950 selon lequel Milan Kundera aurait dénoncé un de ses concitoyens, Miroslav Dvořáček, un jeune déserteur de l'armée tchécoslovaque passé à l'Ouest puis revenu à Prague, qui a par la suite été condamné à vingt-deux ans de prison dont il effectuera quatorze dans de dures conditions. Le document est retrouvé en 2008 dans l'Institut tchèque d'études des régimes totalitaires.
L'auteur nie catégoriquement les faits et se dit très choqué par de telles accusations. Il reçoit le soutien de l'ancien président tchèque Václav Havel et de l'historien tchèque Zdeněk Pešat (cs).
Entre-temps, plusieurs écrivains à la notoriété internationale (Yasmina Reza, Juan Goytisolo, Philip Roth, Salman Rushdie ou Carlos Fuentes), dont quatre prix Nobel de littérature (J.M. Coetzee, Gabriel García Márquez, Nadine Gordimer et Orhan Pamuk) s'associent pour défendre le romancier et exprimer leur « indignation devant une telle campagne orchestrée de calomnie ».
Bernard-Henri Lévy écrit : « Non, franchement, je vois mal l'auteur de Risibles amours, même dans une autre vie, même dans sa préhistoire, endosser ce rôle de mouchard. Et tout, dans cette affaire, pue d'ailleurs la manipulation grossière. » L'analyse de cette séquence, du côté tchèque et du côté français, est publiée dans Revolver Revue.

#### Premières œuvres littéraires (1953-1957)
Son premier texte imprimé, en 1947, est un poème dédié « À la mémoire de Pavel Haas », son professeur de musique (et père de sa première femme, Olga), assassiné à Auschwitz.
Son premier livre, L'Homme, ce vaste jardin (Člověk zahrada širá) en 1953, est un recueil de vingt-quatre poèmes lyriques dans lequel il essaie d'adopter une attitude critique face à la littérature dite de « réalisme socialiste », mais ne le fait qu'en se positionnant du point de vue marxiste.
En 1955, il publie Le Dernier Mai (Poslední máj), un livre de poésie consistant en un hommage à Julius Fučík, un héros de la résistance communiste contre l'occupation de l'Allemagne nazie en Tchécoslovaquie pendant la Seconde Guerre mondiale.
Suit en 1957, Monologues (Monology), un recueil de trente-six poèmes dans lequel Kundera rejette la propagande politique et accentue l'importance de l'authentique expérience humaine. C'est un livre de poésies d'amour (le sous-titre est Kniha o lásce : Le Livre sur l’amour), d'inspiration rationnelle et intellectuelle.

### Années 1960 et Printemps de Prague
Dans la préface au roman de Josef Škvorecký, Miracle en Bohême, Kundera évoque assez longuement le Printemps de Prague (c'est-à-dire la période entre l'avènement d'Alexandre Dubček en janvier et l'invasion soviétique en août 1968) en parallèle avec Mai 68. Il en fait remonter l'origine au scepticisme et à l'esprit critique tchèque, qui aboutissent à ce que, dès 1960, le régime est, dit-il, « une dictature en décomposition », situation très favorable à une intense création culturelle (Miloš Forman, Václav Havel, etc.).
Un moment important est le 4e Congrès de l'Union des écrivains tchécoslovaques en juin 1967. Les écrivains manifestent, pour la première fois publiquement, leur désaccord total avec la ligne politique des dirigeants du parti. Kundera participe activement à ce mouvement et y prononce un discours important.
En ce qui concerne le soulèvement de mai 1968 à Paris, il le considère comme radicalement différent du Printemps de Prague : celui-ci était un mouvement sceptique sur le plan politique, mais valorisant la culture traditionnelle à l'encontre de la culture soviétique ; celui-là était un mouvement révolutionnaire « lyrique » qui « mettait en cause ce qu'on appelle la culture européenne et ses valeurs traditionnelles ».
Dans cet esprit, il développe dans La Plaisanterie (1967) un thème majeur de ses écrits : il est impossible de comprendre et contrôler la réalité. C'est dans l'atmosphère de liberté du Printemps de Prague qu'il écrit Risibles amours (1968) ; ces deux œuvres sont vues comme des messagers de l'antitotalitarisme.
Risibles Amours (1968) est un recueil composé de plusieurs nouvelles traitant des relations intimes humaines et, à travers cela, du dysfonctionnement de la parole - un thème qui apparaît dans toutes les œuvres de Kundera dans sa maturité. Il analyse les thèmes de l'identité, de l'authenticité, du phénomène de l'illusion : comment les faits peuvent se changent en leur contraire, comme de manière insaisissable. La plupart des récits se déroulent dans la société tchèque du stalinisme tardif, et témoignent de la réalité de cette époque.

### Tchécoslovaquie soviétisée (1968-1975)
L'invasion soviétique de la Tchécoslovaquie en août 1968 met fin à cette période de liberté d'expression des médias, plongeant le pays dans le néo-stalinisme. Cette atmosphère étouffante reste inchangée jusqu'à la chute du communisme en Tchécoslovaquie, en 1989.
Réhabilité au sein du parti communiste après la déstalinisation (en 1956), Kundera en est à nouveau exclu en 1970. Il perd son poste d'enseignant à l'Institut des hautes études cinématographiques de Prague, et ses livres sont retirés des librairies et des bibliothèques.
Il évoque cette période des « petits boulots » dans Le Livre du rire et de l'oubli, indiquant notamment qu'il a gagné de l'argent en fabriquant des horoscopes, et qu'il a même pu en publier, sous un pseudonyme, dans un magazine pour jeunes.
Il met aussi à profit ses compétences musicales pour - comme il l'écrit dans sa préface à une édition américaine de La Plaisanterie - jouer « avec un groupe de musiciens ambulants dans les tavernes d'une région minière ».
Malgré tout, il continue d'écrire. La vie est ailleurs est pour lui une forme de catharsis ; il se confronte à son passé de communiste, à sa place en tant qu'artiste, et il s'en libère. Ce livre est publié en France (1973), où il reçoit le prix Médicis étranger.
L'ambiance de La Valse aux adieux (1976), supposé être son dernier roman (le titre original était Épilogue), est influencée par le régime aride qui règne en Tchécoslovaquie après l'invasion soviétique. Dans ce livre, il n'est pas question de politique ; la situation dramatique qui règne alors en dehors du monde de la fiction n'apparaît dans le récit que de manière occasionnelle.

### Période française (1975-2023)
En été 1975, avec sa femme Věra Hrabankova, il quitte en voiture la Tchécoslovaquie pour la France avec l'autorisation d'y séjourner pendant « 730 jours ». Deux membres du jury du prix Médicis étranger, prix qu'il avait remporté en 1973, vont permettre son installation en France : la romancière Lucie Faure intervient auprès de son mari Edgar Faure, alors président de l'Assemblée nationale, pour lui obtenir un permis de séjour et l'italianiste Dominique Fernandez, alors professeur à l'université de Rennes, lui trouve un travail d'enseignant. Valéry Giscard d'Estaing fait pression pour qu'il obtienne un visa permanent. Kundera s'installe alors dans la cité bretonne (il va résider au trentième, et dernier étage d'une des deux tours des Horizons, gratte-ciel construit cinq ans auparavant en bordure du centre de Rennes, une ville qu'il jugera alors « vraiment moche »,). Il enseigne, en tant que professeur invité, en littérature comparée à l'université Rennes-II, jusqu'en 1979, année où il est élu à l'École des hautes études en sciences sociales, à Paris. Toujours en 1979, la nationalité tchécoslovaque lui est retirée ; deux ans plus tard, le 1er juillet 1981, François Mitterrand lui octroie la nationalité française, en même temps qu'à l'écrivain argentin Julio Cortazar.
L'ouverture des archives, après la chute du régime communiste en Tchécoslovaquie, montrera qu'il est resté sous surveillance de la StB - les services de renseignements tchécoslovaques - même pendant son séjour en France .
Boris Livitnof, dans son article Milan Kundera : la dérision et la pitié, nous éclaire sur la manière d'agir du gouvernement tchèque :

« Ce n'est pas l'écrivain qui tourne le dos à son pays. Mais c'est son pays qui met l'écrivain hors-la-loi, l'oblige à la clandestinité et le pousse au martyre. »

Paradoxalement, le fait qu'il soit interdit de publication dans son pays lui procure un sentiment de liberté. Pour la première fois de sa vie, il peut écrire librement, la censure n'existant plus. Sachant qu'il n'écrit que pour des traducteurs, son langage se trouve radicalement simplifié.
Ayant acquis une bien meilleure maîtrise de la langue française, Kundera se lance dans la correction des traductions de ses livres. Les éditions Gallimard indiquent qu'entre 1985 et 1987, les traductions des ouvrages La Plaisanterie, Risibles amours, La vie est ailleurs, La Valse aux adieux, Le Livre du rire et de l'oubli, L'Insoutenable Légèreté de l'être, ont été entièrement revues par l'auteur et, dès lors, ont la même valeur d'authenticité que le texte tchèque. Cette même mention est ensuite ajoutée pour L'Immortalité, publié en 1990. Dans La Plaisanterie, note de l'auteur, Kundera a expliqué l'importance et la raison qui l'ont poussé à réagir de cette manière.
Durant ses premières années en France, Milan Kundera soutenait qu'il avait dit tout ce qu'il avait à dire, et n'écrirait plus de romans.
Le Livre du rire et de l'oubli, achevé en 1978, est publié en 1979. Ce qui différencie ce livre des précédents est l'angle de vue : ici, Kundera réexamine son passé communiste, le dénonçant à travers des thèmes comme l'oubli (à l'Est, les gens sont poussés à oublier par les autorités, tandis qu'à l'Ouest, ils oublient de leur propre initiative) ; ou encore, l'idéal de créer une société communiste : mais cette fois, d'un point de vue externe, « de l'Ouest ».
En 1978, Kundera s'installe à Paris. Il termine L'Insoutenable Légèreté de l'être en 1982 (publié en 1984), son roman le plus connu. Une adaptation au cinéma en fut tirée, réalisée par Philip Kaufman et Jean-Claude Carrière en 1988.
Dans L'Insoutenable Légèreté de l'être, l'auteur étudie le mythe nietzschéen de l'éternel retour. Il se concentre sur le fait que l'Homme ne vit qu'une fois ; sa vie ne se répétant pas, il ne peut corriger ses erreurs. Et puisque la vie est unique, l'homme préfère la vivre dans la légèreté, dans un manque absolu de responsabilité. De larges extraits du livre serviront à Jacques Ellul pour son illustration du mythe de l'éternel retour, dans La raison d'être : méditation sur l'Ecclésiaste, publiée en 1987, où il se réfère également à La Plaisanterie. L'intérêt d'Ellul pour Kundera rejoint l'attention qu'il portait à l'évolution du marxisme en Tchécoslovaquie, ainsi qu'au Printemps de Prague de 1968,.
Kundera introduit aussi sa définition du kitsch : ce qui nie les côtés laids de la vie, et refuse la mort : « Le kitsch est la négation de la merde » (il s'agit en somme de toute idéologie : kitsch catholique, protestant, juif, communiste, fasciste, démocratique, féministe, européen, américain, national, international, etc.).
Il écrit notamment, vers 1971, la pièce de théâtre Jacques et son maître hommage à Denis Diderot en 3 actes, variation du roman Jaques le Fataliste et son Maître, de Denis Diderot.
En 1989, il intègre le comité de lecture des éditions Gallimard.
L'Immortalité est publié en 1990. Ce roman se présente comme une méditation sur le statut de l'écrit dans le monde moderne - un monde où domine l'image. Il dénonce la tendance contemporaine à rendre toute chose superficielle, facilement digestible. Kundera réagit face à cette attitude en construisant délibérément ses récits de manière qu'ils ne puissent être aisément résumés.
En 1993, Kundera termine son premier roman écrit en français, La Lenteur (publié en 1995). Il continue, ici, ce qu'il avait commencé avec L'Immortalité : une critique de la civilisation de l'Europe de l'Ouest. Kundera oppose la notion de lenteur, associée à la sensualité dans le passé - mais aussi, un acte qui favorise la mémoire - à l'obsession de vitesse dans le monde contemporain.
L'Identité (achevé en 1995, publié en 1998) est le second roman que Kundera écrit directement en français. Tout comme La Lenteur, L'Identité est une œuvre de maturité : il s'agit d'un roman d'amour, où Kundera rend hommage à l'amour authentique, à sa valeur face au monde contemporain : le seul élément qui puisse nous protéger d'un monde hostile et primitif.
L'Ignorance (publié d'abord en espagnol en 2000, en français en 2003) : à partir du second livre, on parlait déjà d'un « cycle français » dans l'œuvre de Kundera ; d'un « second cycle ». Ce cycle se confirme : les trois romans partagent les mêmes éléments formels (moins de pages, un nombre réduit de personnages...) ; on retrouve néanmoins l'écriture du « cycle » précédent. Kundera évoque, ici aussi, l'impossible retour au pays d'origine. On retrouve donc une continuité dans les thèmes utilisés plus tôt, et ceux déployés dans les livres précédents. L'auteur examine inlassablement l'expérience humaine et ses paradoxes, où le malentendu amoureux est un canon.
En mars 2011, son Œuvre (au singulier), en deux volumes, entre au catalogue de la Bibliothèque de la Pléiade. Il rejoint ainsi la liste des très rares auteurs à être publiés de leur vivant dans la prestigieuse collection des éditions Gallimard. Kundera n'a autorisé cette publication de ses œuvres complètes qu'à la condition qu'elle ne comporte aucune note, préface, commentaire, ni appareil critique.[réf. nécessaire] L'édition comporte cependant une préface, une note sur la présente édition, ainsi qu'une biographie de l'œuvre.
La Fête de l'insignifiance (publié d'abord en italien en 2013, en français en 2014) : il s'agit du quatrième roman que Kundera écrit directement en français, considéré par l'éditeur Adelphi « comme une synthèse de tout son travail […], inspirée par notre époque qui est drôle parce qu'elle a perdu tout sens de l'humour ».
Milan Kundera a également écrit dans la revue littéraire L'Atelier du roman, dirigée par Lakis Proguidis.

À partir de 1985, Kundera n'accorde plus d'entretiens, mais accepte de répondre par écrit. Il contrôle scrupuleusement, du reste, toute information ayant trait à sa vie privée. Sa biographie officielle dans les éditions françaises se résume à deux phrases : 

« Milan Kundera est né en Tchécoslovaquie. En 1975, il s'installe en France. »

Le 28 novembre 2019, l'ambassadeur de la République tchèque en France, au nom de son pays, lui restitue sa citoyenneté tchèque. Le certificat qui officialise cette décision lui est remis le jour même par Petr Drulák (cs), lors d'une cérémonie privée à son domicile.
Milan Kundera et son épouse séjournent quatre mois par an, et toujours dans la plus grande discrétion, au Touquet-Paris-Plage, où ils possèdent un appartement en front de mer. Ils fréquentent fréquemment l'auberge de la Grenouillère, à La Madelaine-sous-Montreuil, où, lors d'un déjeuner au début des années 1990, raconte Alexandre Gauthier, il oublie le manuscrit de La Lenteur que le restaurateur, Roland Gauthier, avait précieusement gardé. En 2013, Milan Kundera préface le premier livre d'Alexandre Gauthier. À partir de 2019, le couple ne viendra plus dans la région.

#### Mort
Milan Kundera meurt dans l'après-midi du 11 juillet 2023 dans le 7e arrondissement de Paris, à l'âge de 94 ans, des suites d'une longue maladie,,. Ses obsèques ont lieu dans la plus stricte intimité, suivies par sa crémation. Ses cendres ont été remises à sa veuve, et au décès de cette dernière, en septembre 2024, vont être rapatriées à Brno.
Vera Kundera (Věra Kunderová), « l’autre moitié de Milan Kundera », veuve de l'écrivain franco-tchèque Milan Kundera, est décédée le 14 septembre 2024. Elle « a été trouvée morte au Touquet, au matin du samedi 14 septembre ». Vera Hrabankova avait rencontré Milan Kundera, en 1967, « dans l’effervescence joyeuse du “printemps de Prague” », rappelle la journaliste Florence Noiville pour le journal Le Monde.

## Œuvre

### Thèmes
L’œuvre de Milan Kundera accorde une place centrale à la question du hasard : « Tantôt énigme à déchiffrer, tantôt facteur responsable de rencontres ou d’accidents, il est autant un ressort narratif qu’un élément central de la démarche ludique de l’auteur. »

### Influences
Kundera a été influencé par ce que lui-même appelle le « grand roman d'Europe Centrale ». Dans ses essais, il aime ainsi à commenter les œuvres de Hermann Broch (Les Somnambules), Robert Musil (L'Homme sans qualités), Witold Gombrowicz (Ferdydurke) entre autres. De plus, il s'attache à l'histoire du roman et ses plus illustres représentants, dont François Rabelais (Gargantua), Miguel de Cervantes (Don Quichotte), Laurence Sterne (Tristram Shandy), Denis Diderot (Jacques le fataliste et son maître), Henry Fielding (Tom Jones), Gustave Flaubert (Madame Bovary), Léon Tolstoï (Anna Karénine), Franz Kafka (Le Procès), William Faulkner (Le Bruit et la Fureur) et James Joyce (Ulysse).

### Kundera et son œuvre
Dans la « Note de l'auteur » pour l'édition tchèque de La Plaisanterie en 1990, Kundera analyse ses travaux en fonction de la question : que faut-il publier après vingt années d'interdiction ? Il classe ses écrits (antérieurs à 1990) en quatre catégories :
- écrits de jeunesse, immatures : compositions musicales, poésies, un essai sur Vladislav Vančura (Umění románu, « L'Art du roman »[48], sous-titré Cesta Vladislava Vančury za velkou epikou, « Le Chemin de Vladislav Vančura vers le grand épique ») publié en 1960, la pièce Le Propriétaire des clés ;
- écrits non réussis : la pièce Ptakovina (« La Sotie »), réhabilitée en 2008, et trois nouvelles de Risibles Amours ;
- écrits de circonstance : textes politico-culturels des années 1960, textes parus dans les médias français dans les années 1970, soit sur de grands romanciers, soit sur des auteurs de langue tchèque, ouvrages des années 1979 à 1983 sur la situation en Tchécoslovaquie, préfaces de livres d'auteurs de langue tchèque ;
- le reste : les romans, la pièce Jacques et son maître, les essais réunis dans L'Art du roman forment ce qu'il reconnaît à proprement parler comme son œuvre, ce qui mérite d'être réédité.

### Réception de son œuvre

#### Tchéquie
En avril 1997, le magazine tchèque Tyden pose cette question en couverture : « Qui est Milan Kundera ? » Il montre dans son dossier consacré à l'auteur, dont seuls quatre livres ont été publiés dans la jeune République tchèque, que le public comprend mal son refus de toute réédition de ses textes des années 1950.
En mai 2009, à l’occasion de ses 80 ans, un colloque lui est consacré à Brno, sa ville natale, signe que les passions qui s'étaient déchaînées à la suite de l'affaire Dvořáček, révélée en 2008 par le magazine Respekt, se sont apaisées.

#### France
La publication de La Plaisanterie en 1968 est saluée au nom du courant libéral du Parti communiste (PCF) par Louis Aragon, qui rédige une préface : « Ce roman que je tiens pour une œuvre majeure. »
Au début des années 1970, ayant écrit La Valse aux adieux, il pense qu'il n'écrira plus de romans. Le seul soutien qu'il a de l'étranger est celui de son éditeur français, Claude Gallimard, qui vient le voir de temps à autre, et d'amis français dont il reçoit les lettres. C'est leur insistance qui amène Kundera à accepter de venir vivre en France, qu'il considère comme son « second pays natal ».
Après son arrivée en France, Kundera procède à une révision de la traduction de ce roman, due à Marcel Aymonin, qu'il trouve un peu trop baroque (cf. supra). À partir de ce travail, qui concerne aussi d'autres romans, Kundera considère que le texte français révisé a une valeur égale à celle du texte tchèque (lui-aussi révisé à la même occasion) : il se sent particulièrement offensé en apprenant que des éditions (illégales) ont eu lieu en Asie, à partir de traductions américaines - considérant cette attitude comme un déni de sa relation avec la France.
Dans les années 1990, les livres qu'il écrit directement en français sont jugés décevants par certains critiques, qui les trouvent trop secs. Ce malentendu aboutit, en 2000, à ce que la traduction espagnole de L'Ignorance soit publiée avant le texte français, l'ouvrage pouvant arborer le bandeau : KUNDERA ¡ 1.a edición mundial ! (« KUNDERA 1re édition au monde ! »).
La reconnaissance de Kundera en France est, malgré tout, solennisée par la publication de son œuvre dans la Bibliothèque de la Pléiade.

#### Autres pays
Dans d'autres pays que la Tchéquie et la France, Kundera est considéré comme un écrivain majeur, notamment par :
- Fernando Arrabal, David Lodge, Russell Banks[53],
- Péter Esterházy, Taslima Nasreen, Richard Powers, Julián Ríos, Philip Roth, Adam Thirlwell[54],
- John Updike, Kenzaburō Ōe[55].
- En 1984, la ville de Sarajevo a vu naître le projet des Œuvres de Milan Kundera en sept volumes, sous la direction de Mile Pešorda (hr).

### Ouvrages

#### Romans et nouvelles

##### Écrits en tchèque (selon la date de publication en France)
- Žert, Prague, Československý spisovatel, 1967
  - La Plaisanterie, Marcel Aymonin (trad.), préface de Louis Aragon, Gallimard, 1968
  - La Plaisanterie, Milan Kundera et Claude Courtot (trad.), Gallimard, 1980.
- Směšné lásky, Prague, Ceskoslovensky spisovatel, 1963
  - Risibles Amours, Gallimard, 1970 (recueil de nouvelles)
- Život je jinde
  - La vie est ailleurs, Gallimard, 1973 (première édition mondiale en français[56])
- Valčík na rozloučenou
  - La Valse aux adieux, Gallimard, 1976 (première édition mondiale en français[57])
- Kniha smíchu a zapomnění
  - Le Livre du rire et de l'oubli, Gallimard, 1979 (première édition mondiale en français)
- Nesnesitelná lehkost bytí
  - L'Insoutenable Légèreté de l'être, Gallimard, 1984
- Nesmrtelnost
  - L'Immortalité, Gallimard, 1990

##### Écrits en français (selon la date de publication en France)
- La Lenteur, Gallimard, 1995
- L'Identité, Gallimard, 1998
- L'Ignorance, Gallimard, 2003 (première édition mondiale en espagnol dans la traduction de Beatriz de Moura, La Ignorancia, Barcelone, Tusquets Editores, avril 2000  (ISBN 84-8310-131-9))
- La Fête de l'insignifiance, Gallimard, 2014 (première édition mondiale en italien dans la traduction de Massimo Rizzante[58], La festa dell’insignificanza, Milan, Adelphi Edizioni, octobre 2013[59]  (ISBN 88-4592-854-3))

#### Pièces de théâtre

##### Écrites en tchèque
- Majitelé klíčů, créée à Prague en avril 1962 par le metteur en scène tchèque Otomar Krejča[60].
  - Les Propriétaires des clés, Gallimard, 1969  (ISBN 2-070-30335-7). Il considère désormais cette pièce comme une œuvre de jeunesse, qui ne mérite pas d'être rééditée[61].
- Ptákovina, écrite en 1967[23]
  - La Sotie[23] (jouée en 1969). En 1990, il classe cette pièce comme non réussie[23], puis la réhabilite[62] lorsqu'en 2008, elle est jouée à Prague par le théâtre Činoherní klub[63].
- Jakub a jeho pán: Pocta Denisu Diderotovi, écrite en 1971, créée en 1975[64].
  - Jacques et son maître, hommage à Denis Diderot en trois actes, Gallimard, Le Manteau D'Arlequin, 1981  (ISBN 2-070-26357-6). Créée à Paris au Théâtre des Mathurins le 29 septembre 1981, dans une mise en scène de Georges Werler[65].

#### Essais

##### Écrits en français
- L'Art du roman, Gallimard, 1986 Prix de la critique de l’Académie française en 1987.
- Jeannie Dumesnil, artiste peintre, Ville de Champigny-sur-Marne, 1991 (avec Claude Roy et Jean-Marie Dunoyer)
- Les Testaments trahis, Gallimard, 1993
- D'en bas tu humeras des roses, illustrations d'Ernest Breleur, La Nuée bleue, 1993  (ISBN 2-716-50314-1)
- Le Rideau, Gallimard, 2005
- Une rencontre, Gallimard, 2009

#### Divers

##### (dont annexes à Kvetoslav Chvatik, 1995)
- « Quelque part là-derrière », dans Le Débat no 8, 1981
- « Le Testament des somnambules », dans Le Nouvel Observateur, 9 avril 1982
- « Un Occident kidnappé, la tragédie de l’Europe centrale », dans Le Débat no 27, novembre 1983
- « Autoportrait : enivré, répudié par le pouvoir », dans Le Monde des Livres, 27 janvier 1984[66]
- « Postface » à La vie est ailleurs, éditions américaine, italienne et allemande, 1986
- « Kafka, Heidegger, Fellini », dans Le Messager européen, avril 1987
- « Beau comme une rencontre multiple », dans L'Infini no 25 consacré à Voltaire, Printemps 1989
- « Lettre à Philippe Sollers », dans L'Infini no 25, Printemps 1989
- « Ciel étoilé de l'Europe centrale » (extraits), dans The Review of Contemporary Fiction, été 1989 (entretien avec Lois Oppenheim)
- « Note de l'auteur » pour l'édition tchèque de La Plaisanterie, 1990 (extraits) : fondamental pour le point de vue de Kundera sur son œuvre
- « L’ombre castratrice de Saint Garta », dans L'Infini no 32, Hiver 1990
- « Note de l'auteur » pour l'édition tchèque de Risibles amours, 1991 (extraits) : évoque à la fois Risibles amours et Le Livre du rire et de l'oubli.
- « Une phrase », dans L'Infini no 35, Automne 1991
- « Improvisation en hommage à Stravinsky », dans L'Infini no 36, Hiver 1991
- « À la recherche du présent perdu », dans L'Infini no 37, Printemps 1992
- « Le Mal-aimé de la famille ou Petite discographie de Janacek avec digressions », dans L'Infini no 38, Été 1992
- « Le Jour où Panurge ne fera plus rire », dans L'Infini no 39, Automne 1992
- « Les Chemins dans le brouillard », dans L'Infini no 40, Hiver 1992
- « Hommage à Arrabal », dans L'Infini no 42, Été 1993
- « Diabolum », dans Le Monde, 24 septembre 1993
- « Testament trahi », dans Le Monde, 24 septembre 1993
- « La francophobie, ça existe », dans Le Monde, 24 septembre 1993 : fondamental sur les rapports de Kundera avec la France
- « L'exil libérateur », dans Le Monde, 7 mai 1994
- « La phrase de Schlegel », dans La Revue des deux Mondes, 1994 : un point de vue sur le devenir de la culture à l'époque actuelle.
- « L'école du regard », dans Le Nouvel Observateur, 30 janvier 1997 : Critique du roman Drôle de temps de Benoît Duteurtre.
- « Le Théâtre de la mémoire », dans Le Monde diplomatique, mai 2003
- « Désertion des souvenirs », dans Le Monde diplomatique, novembre 2005 : Critique du livre Et quand le rideau tombe de Juan Goytisolo.
- « Taisez-vous… j'entends venir un ange », dans Les Cahiers de L'Herne consacré à Michel Déon, 2009, 272 p.  (ISBN 2-851-97162-X)
- « La prison de Roman Polanski », dans Le Monde, 13 juillet 2010[67]
- « Claude m'a encouragé à émigrer », dans Le Nouvel Observateur, 3 février 2011
- « J'aimerais définir la beauté de Kafka, mais je n'y arriverai jamais », dans Le Nouvel Observateur, 3 juin 2014

##### Autres
- « Préface » au roman de Josef Škvorecký, Miracle en Bohême, Paris, Gallimard, 1978, pp. VII-XIV.
- « Préface » (intitulée Il fallait détruire Candide) au recueil de pièces de théâtre de Václav Havel, Audience, Vernissage, Pétition, Paris, Gallimard, 1980, p. 7.
- « Préface » (intitulée L'anti-kitsch américain) au roman de Philip Roth, Professeur de désir, Paris, Gallimard, coll. « Folio », 1982.
- « Préface » au roman de Pavel Řezníček (en), Le Plafond, Paris, Gallimard, 1983  (ISBN 2-070-22286-1)
- « Note de l'auteur », datée de mai 1985, pour l'édition Folio de La Plaisanterie, 1989, p. 457–462.
- « Présentation » du roman de Fernando Arrabal, La tueuse du jardin d'hiver, éd. Écriture, Paris, 1994.
- « Préface » au livre de Lakis Proguidis, La conquête du roman, De Papadiamantis à Boccace, Les Belles Lettres, (1996)  (ISBN 2-251-44091-7)
- « Préface » (intitulée Le Geste brutal du peintre) au livre d'art Bacon, portraits et autoportraits, Paris, Les Belles Lettres-Archimbaud, 1996,  (ISBN 2-251-44084-4).
- « Préface » à l'ouvrage collectif sous la direction de Sabine Zeitoun et Dominique Foucher, Le masque de la barbarie : le ghetto de Theresienstadt, 1941-1945, éd. de la Ville de Lyon, 1998  (ISBN 2-950-79102-6)
- « Préface » (intitulée La Nudité comique des choses) au recueil de nouvelles de Benoît Duteurtre, Drôle de temps, Paris, Gallimard, coll. « Folio », 2001  (ISBN 2-070-41723-9)
- « Préface » au livre de François Ricard, La Littérature contre elle-même , éd. Boréal, 2002  (ISBN 2-764-60165-4)
- « Préface » au roman de Petr Král, Notions de base, Flammarion, 2005  (ISBN 2-080-68827-8)
- « Préface » au livre de Massimo Rizzante, Traduction d'un choix de poèmes de Milosz, Sinfonia di Novembre e altre Poesie, éd. Adelphi, Milan, 2008.
- « Préface » au livre de Jean Daniel, Les Miens, Paris, Gallimard, coll. « Folio », 2010  (ISBN 2-070-43921-6)
- « Préface » au récit de Bohumil Hrabal, Cours de danse pour adultes et élèves avancés, Paris, Gallimard, 2011  (ISBN 2-070-13254-4)
- « Préface » au roman de Maurice Mimoun, Une vie plus une vie, Albin Michel, 2013  (ISBN 2-226-24515-4)
- « Préface » (intitulée Un grand roman européen) au roman de Venko Andonovski, Sorcière ‽, Kantoken, 2014  (ISBN 9782930739083)
- « Préface » au livre Alexandre Gauthier, cuisinier : La Grenouillère (photographies de Marie Pierre Morel), Paris, Éditions de la Martinière, 2014  (ISBN 978-2-7324-6430-5)

## Décorations
- Chevalier de la Légion d'honneur (1990)
- Commandeur de l'ordre des Arts et des Lettres en 2000[68]

## Hommages et prix
- (7390) Kundera, astéroïde
- Prix Nelly-Sachs (1987)
- En 2015, le rappeur Nekfeu nomme un de ses singles du même titre que son œuvre publiée en 1969 Risibles Amours
- Dans le roman Plein soleil de Natol Bisq (éditions Le Sabot) les titres des œuvres de Kundera servent de mots de passe à un réseau de cybercriminels[69].

#### Écrits autobiographiques
Bien que Kundera soit connu pour sa volonté de disparaître derrière son œuvre, quelques pistes expressément autobiographiques se trouvent dans certains ouvrages, notamment :
- Le Livre du rire et de l'oubli : il évoque sa première exclusion du Parti communiste dans le récit 3 « Les anges » ; les suites de l'invasion de 1968 dans le même récit ; la mort de son père dans le récit 6, aussi appelé « Les anges ».
- des textes divers (voir supra : « La francophobie, ça existe », etc.)

#### Presse
- Claude Roy, « Les Clercs qui n'ont pas trahi », Le Nouvel Observateur, no 175,‎ 20 mars 1968, p. 38-39
- Claude Roy, « Jeu de massacre sur grandes figures », Le Nouvel Observateur, no 470,‎ 12 novembre 1973, p. 64
- Boris Livitnoff, « Milan Kundera : la dérision et la pitié », Revue générale, Lettres, Arts et Sciences Humaines, Bruxelles, nos 8-9,‎ août-septembre 1976, p. 49-59
- Le Massacre de la culture tchèque, entretien avec Amber Bousoglou dans Le Monde des livres, 19 janvier 1979 (voir sur cyrano.blog.lemonde.fr).
- Normand Biron, « Entretien avec Milan Kundera », Liberté, Montréal, no 121,‎ janvier-février 1979, p. 17-33
- Daniel Rondeau, « Entretien avec Milan Kundera », Libération,‎ avril 1983
- Jean-Michel Rabaté, « Le Sourire du somnambule : de Broch à Kundera », Minuit, Paris, vol. 39, nos 433-434,‎ juin-juillet 1983, p. 504-521
- Entretien sur l'art de la composition, Christian Salmon dans L'Infini, no 5, Paris, hiver 1984, p. 23-31.
- L’Esprit centre-européen, Interview et texte par Guy Scarpetta, Art Press, no 78, février 1984, p. 38-39.
- L'Esthétique de la variation romanesque chez Kundera, Eva Le Grand dans L'Infini, no 5, Paris, hiver 1984, p. 56-64.
- Les Romans de Kundera, Sylvie Richterová dans L'Infini, no 5, Paris, hiver 1984.
- Lettre ouverte à Milan Kundera, Norman Podhoretz dans Commentaire, no 36, vol. 9, Paris, Julliard, hiver 1986-87, p. 712-720.
- Le Chez-soi de Milan Kundera, Philippe Chardin dans Le Magazine Littéraire, no 255, juin 1988.
- Entretien avec Lois Oppenheim, dans The Review of Contemporary Fiction, été 1989, 9.2, disponible en ligne sur le site Centerforbookculture. Extraits traduits dans Kvetoslav Chvatik, 1995, infra.
- Le Diable mène la danse, Philippe Sollers dans Le Nouvel Observateur, 11 janvier 1990.
- Le Roman du XVIIIe siècle : Entretien avec Milan Kundera, Guy Scarpetta dans La Règle du jeu no 6, janvier 1992.
- L'Artiste et ses croque-morts, Pierre Lepape dans Le Monde des livres, 24 septembre 1993.
- Les Variations Kundera, Guy Scarpetta dans Le Nouvel Observateur, no 1507, septembre 1993.
- Parole : Kundera et le monde moderne, dans Le Monde des livres, 24 septembre 1993 (voir sur cyrano.blog.lemonde.fr).
- Kundera chez les Misomuses, Yves Hersant dans Critique, no 560-561, Paris, Minuit, janvier-février 1994, p. 108-112.
- La Leçon de Milan Kundera, Yannick Haenel dans la revue Recueil, no 30, 1994, p. 85.
- Lenteur et Vitesse, Bernard Franck dans Le Nouvel Observateur, no 1574, janvier 1995.
- Kundera flâne hors du temps, Jean-Pierre Tison dans Lire, février 1995.
- La Bonne Humeur : Entretien avec Milan Kundera, Guy Scarpetta dans La Règle du jeu no 16, mai 1995, p. 17.
- Milan Kundera ignoré à Prague, Carole Vantroys dans Lire, juin 1997.
- La même est une autre, Jean-Pierre Tison dans Lire, mars 1998.
- Le dernier Kundera n'est lisible qu'en espagnol, Isabelle Fiemeyer dans Lire, juin 2000.
- Philippe Sollers parle de Milan Kundera, Isabelle Fiemeyer dans Lire, juin 2000.
- Milan Kundera : la fascination du français, Marc Fumaroli dans Le Figaro, 3 avril 2003.
- Kundera : La grande désillusion, Jacques-Pierre Amette dans Le Point, 4 avril 2003.
- La Mélancolie Kundera, Raphaëlle Rerolle dans Le Monde des livres, 4 avril 2003.
- Kundera retour à Prague, Benoît Duteurtre dans Le Nouvel Observateur, no 2004, avril 2003.
- Milan Kundera : le livre de l'exil, Marie-Laure Delorme dans Le Magazine Littéraire, no 419, avril 2003.
- Jeux de l'exil et du hasard, Guy Scarpetta dans Le Monde diplomatique, mai 2003.
- Les Revenants de Prague, Jean-Pierre Tison dans Lire, juin 2003.
- Milan Kundera: la fiction pensive, Bertrand Vibert dans Les Temps Modernes, no 629, novembre 2004-février 2005
- Pouvoirs du roman, Guy Scarpetta dans Le Monde diplomatique, avril 2005
- Pour une littérature mondiale, François Busnel dans Lire, mai 2005
- Le Rideau, Thierry Cecille dans Le Matricule des anges, no 64, juin 2005
- Enquête à Prague sur l'affaire Kundera, Jérôme Dupuis dans L'Express, octobre 2008
- Milan Kundera accusé de délation, Marc Semo dans Libération, 14 octobre 2008
- Kundera : communiquer, c'est détruire, Alain-Gérard Slama dans Le Figaro, 22 octobre 2008
- Les Exils de Kundera, Jean Daniel dans Le Nouvel Observateur, no 2295, octobre 2008
- Un document embarrassant pour Milan Kundera, Jérôme Dupuis dans L'Express, février 2009
- Kundera, l'art de déchiffrer le monde, François Taillandier dans Le Figaro, 19 mars 2009
- Kundera, le désinvolte absolu, François Taillandier dans Le Figaro, 19 mars 2009
- Milan Kundera à livres ouverts, Florian Zeller dans Paris-Match, 7 avril 2009
- Le Printemps de Milan Kundera, Guy Scarpetta dans Le Monde diplomatique, avril 2009
- Une préoccupation constante, Agnès Vaquin dans La Quinzaine littéraire, no 991, mai 2009
- La Cruauté paisible de Milan Kundera, Marc Weitzmann dans le magazine Transfuges, novembre 2009
- Encountering Kundera, John G. Rodwan Jr in Open Letters Monthly, septembre 2010
- Kundera en son mausolée, Jean-Paul Enthoven dans Le Point, no 2009, 17 mars 2011, p. 98-100.
- Kundera, le grand œuvre, André Clavel dans L'Express, mars 2011
- L'Art de l'essai par Milan Kundera, Bertrand Dermoncourt dans Le Point, mars 2011
- Dossier Milan Kundera, Le Magazine Littéraire, no 507 (numéro intitulé Kundera en Pléiade, le sacre d'un incroyant, entièrement consacré à l'auteur), avril 2011
- Milan Kundera, historien de la contingence, Alain Boureau dans Vingtième Siècle - Revue d'histoire, no 112, avril 2011, p. 99-105
- Le Grand Retour de Milan Kundera, Marc Fumaroli dans Le Figaro, 19 mars 2014
- La Dernière Valse de Kundera, Jérôme Garcin dans L'Obs, 3 avril 2014
- Tout le monde se lève pour Kundera, Didier Jacob dans L'Obs, 27 avril 2014
- Gide, Camus, Kundera… les écrivains de ma vie, Jean Daniel dans L'Obs, 20 juillet 2017

#### Travaux sur son œuvre
- Velichka Ivanova, Fiction, Utopie, Histoire : Essai sur Philip Roth et Milan Kundera, Paris, L'Harmattan, 2010, 255 p.
- Martine Boyer-Weinmann et Marie-Odile Thirouin, Désaccords parfaits : La réception paradoxale de l'œuvre de Milan Kundera, Ellug, 361 p.
- Martine Boyer-Weinmann, Lire Milan Kundera, Paris, Armand Colin, 2009, 190 p.
- Silvia Kadiu, George Orwell-Milan Kundera : Individu, littérature et révolution, L'Harmattan, 2007, 198 p.
- Jonathan Livernois, « Les romans de Milan Kundera : la dévastation du temple ? », Études françaises, vol. 43, no 3,‎ 2007, p. 55-69 (DOI 10.7202/016904ar).
- Eva Le Grand, Kundera ou la Mémoire du désir, L'Harmattan, 2005, 237 p.
- Jorn Boisen, Une fois ne compte pas : Nihilisme et sens dans L'insoutenable légèreté de l'être de Milan Kundera, Museum Tusculanum Press, 2005, 186 p.
- Martin Rizek, Comment devient-on kundera ? Images de l’écrivain, écrivain de l’image, Paris, L’Harmattan,, coll. « Espaces littéraires », 2003
- François Ricard, Le Dernier après-midi d'Agnès : Essai sur l'œuvre de Milan Kundera, Paris, Gallimard, coll. « Arcades », 2003, 203 p.
- Marie-Eve Draper, Libertinage et donjuanisme chez Kundera, Montréal, Balzac, 2002.
- Hana Píchová, The Art of Memory in Exile: Vladimir Nabokov & Milan Kundera, Southern Illinois University Press, 2001, 160 p.
- Annie Bissonnette, Esprit de procès et procès de l'esprit: de l'esthétique du paradoxe chez Milan Kundera essayiste, Université Ottawa, Colloque Milan Kundera, une œuvre au pluriel, ULB, 14-15 décembre 2001, p. 1.
- Jocelyn Maixent, Le XVIIIe siècle de Milan Kundera ou Diderot investi par le roman contemporain, Paris, P.U.F, 1998, 320 p.
- Eva Le Grand, Séductions du kitsch, Roman, art et culture, Montréal, XYZ, 1996.
- Bernard Hue et Marc Gontard (dir.), Écrire la Bretagne : 1960-1995, Presses Universitaires de Rennes, 1995, 237 p., « De Bohême en Rennanie. L'aventure bretonne de Milan Kundera », p. 57–62
- Kvetoslav Chvatik, Le Monde romanesque de Milan Kundera suivi de 10 textes inédits de Milan Kundera, Paris, Gallimard, coll. « Arcades », 1995, 263 p.  (ISBN 2-07-074051-X)
- Maria Nemcova Banerjee, Paradoxes terminaux: Les romans de Milan Kundera, Paris, Gallimard, 1993, 385 p.
- Fernando Arrabal, « Milan Kundera », dans Genios y figuras, Madrid, 1993
- Glen Brand, Kundera and the Dialectic of Repetition, dans Milan Kundera and the Art of Fiction. Critical Essays sous la direction de Aron Aji, New York & London, Garland, 1992, p. 208.
- David Lodge, « Milan Kundera and the idea of the author in modern criticism », dans After Bakhtin, essays on fiction and criticism, Londres, Routledge, 1990.
- David Lodge, « Le réalisme magique », dans L'Art de la fiction, 1992. Cette chronique est consacrée à un passage du Livre du rire et de l'oubli, celui de l'ascension (fictive) de Paul Éluard au-dessus de Prague, un des deux cas (sur 50) où il choisit un auteur non anglophone.
- Pierre Mertens, « L’Agent double - Sur Duras, Gracq, Kundera, etc. », Bruxelles, Complexe, 1989.
- John Updike, The Most Original Book of the Season. The Book of Laughter and Forgetting, in The New York Times Book Review, 30 novembre 1980, p. 76-78.
- Michel Mohrt, « Milan Kundera », dans L'Air du large, Paris, 1970
- Louis Aragon, « Ce Roman que je tiens pour une œuvre majeure », préface à La Plaisanterie, Paris, Gallimard, 1968
- François Ricard, « Postfaces » de La vie est ailleurs, L'Insoutenable Légèreté de l'être, L'Immortalité, Risibles amours, La Lenteur, L'Identité et L'Ignorance pour les éditions dans la collection « Folio »
- Alain Badia, Milan Kundera et l’ombre du choucas, in Fantômes d’écrivains, Anne Chamayou et Nathalie Solomon (dir.), Presses universitaires de Perpignan, 2011, p. 73-89.
- Yannick Rolandeau, « Surveillance amoureuse » sur L'Identité, L'Atelier du roman no 40, Flammarion.
- Cédric Cagnat, Anti-Kitsch, Une brève introduction à l’œuvre de Milan Kundera, L'Harmattan, 2016, 96 p.
- L'Atelier du roman no 100, « Milan Kundera - Le Printemps du roman », Flammarion, mars 2020, 248 p.
- François Ricard, Le Roman de la dévastation : Variations sur l'œuvre de Milan Kundera, Paris, Gallimard, coll. « Arcades », 2020 (ISBN 978-2-07-289774-0)
- Philippe Zard (dir.), Sagesse du roman ? L'héritage critique de Milan Kundera, Silène (revue), http://www.revue-silene.com/f/index.php?sp=colloque&colloque_id=22
- Abdelouahed Hajji, "Kitsch et désir d'éternité dans L'Insoutenable Légèreté de l'être et L'Immortalité de Milan Kundera" Romanica Olomucensia (revue), 2022, no 34 (1) https://romanica.upol.cz/artkey/rom-202201-0021_kitsch-et-desir-d-eternite-dans-l-insoutenable-leg-232-rete-de-l-234-tre-et-l-immortalite-de-milan-kundera.php
- Philippe Zard, "«Le territoire où le jugement moral est suspendu» ? Penser «l’art du roman» avec (après) Milan Kundera", Silène (revue), http://www.revue-silene.com/f/index.php?sp=comm&comm_id=302
- Thierry Parent, « Le Hasard à l’œuvre chez Milan Kundera », Études françaises, vol. 41, no 2,‎ 2005, p. 117-134 (DOI 10.7202/011382ar).

#### Biographies
- Jean-Dominique Brierre, Milan Kundera, une vie d'écrivain, éditions Écriture, 2019, présentation sur le site de l'éditeur.
- (cs) Jan Novák, Kundera: Český život a doba, Argo/Paseka, 2020  (ISBN 978-80-2573-215-1).
- Ariane Chemin, À la recherche de Milan Kundera, Éditions du sous-sol, 2021, présentation sur le site de l'éditeur.

#### Divers
- Antonin Liehm, Trois générations, Entretiens sur le phénomène culturel tchécoslovaque, Paris, Gallimard, 1970.
- Bernard Hue et Marc Gontard (dir.), De Bohême en Rennanie. L’aventure bretonne de Milan Kundera, in Écrire la Bretagne : 1960-1995, Rennes, Presses Universitaires de Rennes, 1995.
- Philip Roth, Conversation à Londres et dans le Connecticut avec Milan Kundera, in Parlons travail, Paris, Gallimard, 2004.
- Jacques Georgel, Kundera, Soares, Per Jakez Hélias et Florence, Pascal Galodé Éditeurs, 2012, 214 p.  (ISBN 2-355-93175-5)
- Georges Guitton, Rennes, de Céline à Kundera, Presses Universitaires de Rennes, 2016, 183 p.  (ISBN 2-753-54764-5)

### Vidéographie
- Sur ina.fr
  - Kundera interrogé par Roger Grenier en octobre 1968 sur son roman La Plaisanterie
  - Kundera s'entretient avec Viviane Forrester à Rennes en novembre 1976
  - Courte interview de Milan Kundera qui vient d'être naturalisé français
  - Le 24 septembre 1981, sur le plateau du journal télévisé d'Antenne 2, Kundera parle de son passé, évoque les rapports Est-Ouest et présente sa pièce de théâtre, Jacques et son maître
  - Portrait de Milan Kundera
  - Kundera invité de l'émission Apostrophes en janvier 1984
  - Fanny Ardant parle du roman L'Immortalité dans l'émission Apostrophes du 9 février 1990
- Vidéo sur Milan Kundera Des membres de l'Académie française rendent hommage à Milan Kundera en lui décernant le prix de la Fondation Simone et Cino del Duca de l'Institut de France.
- Milan Kundera en 1987 s'exprime sur ses romans, une archive de la Télévision suisse romande

#### Bases de données
- Ressources relatives à la littérature :   - Académie française (lauréats)
  - Kritisches Lexikon zur fremdsprachigen Gegenwartsliteratur
  - The Paris Review
  - Projet de recherche en littérature de langue bretonne
- Ressources relatives au spectacle :   - Les Archives du spectacle
  - Kunstenpunt
  - L’Officiel des spectacles
  - TheatreOnline
- Ressources relatives à l'audiovisuel :   - AllMovie
  - Allociné
  - Ciné-Ressources
  - IMDb
- Ressources relatives à la musique :   - Discogs
  - MusicBrainz
  - Répertoire international des sources musicales
- Ressource relative à plusieurs domaines :   - Radio France
- Notices dans des dictionnaires ou encyclopédies généralistes :   - Britannica
  - Brockhaus
  - Den Store Danske Encyklopædi
  - Deutsche Biographie
  - Enciclopedia italiana
  - Encyclopédie de l'histoire de Brno
  - Gran Enciclopèdia Catalana
  - Hrvatska Enciklopedija
  - Internetowa encyklopedia PWN
  - Nationalencyklopedin
  - Munzinger
  - Store norske leksikon
  - Treccani
  - Universalis
- Notices d'autorité :   - VIAF
  - ISNI
  - BnF (données)
  - IdRef
  - LCCN
  - GND
  - Italie
  - Japon
  - CiNii
  - Espagne
  - Belgique
  - Pays-Bas
  - Pologne
  - Israël
  - NUKAT
  - Catalogne
  - Suède
  - Canada